# Linia kolejowa nr 734
Linia kolejowa 734 – pierwszorzędna, dwutorowa, zelektryfikowana linia kolejowa znaczenia państwowego łącząca posterunek odgałęźny Nieszawka z rejonem TrB stacji Toruń Główny (dawniej Toruń Towarowy TRB). Linia znajduje się w granicach administracyjnych Torunia, w województwie kujawsko-pomorskim.

## Charakterystyka techniczna
Linia jest w całości klasy C3; maksymalny nacisk osi wynosi 206 kN dla lokomotyw oraz wagonów, a maksymalny nacisk liniowy wynosi 71 kN (na 1 metr bieżący toru). Sieć trakcyjna jest typu C95-C; jest przystosowana do maksymalnej prędkości 110 km/h; obciążalność prądowa wynosi 1150 A, a minimalna odległość między odbierakami prądu 20 m. Linia wyposażona jest w elektromagnesy samoczynnego hamowania pociągów. Maksymalna prędkość obowiązująca na linii to 50 km/h, a jej prędkość konstrukcyjna to 60 km/h.

## Ruch pociągów
Linia umożliwia zjazd pociągów jadących z kierunku Inowrocławia na południową część stacji Toruń Główny poprzez przystanek Toruń Kluczyki. Najczęściej jest wykorzystywana przez pociągi pasażerskie, których przewoźnikiem jest Polregio.
| Linia               | Przewoźnik | Trasa                                                                |
| Pociągi podmiejskie |            |                                                                      |
| Regio               | Polregio   | Mogilno – Inowrocław – Toruń Kluczyki – Toruń Główny                 |
| Regio               | Polregio   | Toruń Główny – Toruń Kluczyki – Inowrocław – Mogilno – Poznań Główny |